# Comuna Snijkî, Burîn
Snijkî (în ucraineană Сніжки) este o comună în raionul Burîn, regiunea Sumî, Ucraina, formată din satele Molodivka, Pasiovînî, Snijkî (reședința) și Vîșnevîi Iar.

## Demografie
Componența lingvistică a comunei Snijkî
     Ucraineană (96,56%)
     Rusă (2,73%)
     Alte limbi (0,28%)
Conform recensământului din 2001, majoritatea populației comunei Snijkî era vorbitoare de ucraineană (96,56%), existând în minoritate și vorbitori de rusă (2,73%).